# Coelichneumon albicillus
Coelichneumon albicillus là một loài tò vò trong họ Ichneumonidae.